# Dvorníky-Včeláre
Dvorníky-Včeláre este o comună slovacă, aflată în districtul Košice-okolie din regiunea Košice. Localitatea se află la altitudinea de 204 m deasupra n.m., se întinde pe o suprafață de 13,63 km2 și în 2017 număra 485 de locuitori.

## Istoric
Localitatea Dvorníky-Včeláre este atestată documentar din 1314.

## Demografie
| An:                | 1994 | 2004   | 2014   | 2024    |
| ------------------ | ---- | ------ | ------ | ------- |
| Număr de persoane: | 427  | 438    | 474    | 543     |
| Diferență:         |      | +2,57% | +8,21% | +14,55% |

| An:                | 2023 | 2024   |
| ------------------ | ---- | ------ |
| Număr de persoane: | 535  | 543    |
| Diferență:         |      | +1,49% |